# Fərzili
Fərzili è un comune dell'Azerbaigian situato nel distretto di Cəlilabad. Conta una popolazione di 657 abitanti.